# Praia de Manibu
Praia de Manibu é uma praia brasileira localizada no município de Icapuí no Ceará. Anteriormente era conhecida como Cuipiranga.
Está localizada a 224 km de Fortaleza. Na praia está localizada a vila que é a sede do distitro de mesmo nome. É a última praia do litoral cearense antes da divisa com o litoral potiguar. Apesar de contar com alguma infra-estrutura turística, esta não é muito sofisticada não sendo, portanto, muito explorada.